# Braunwarziger Hartbovist
Der Braunwarzige Hartbovist (Scleroderma verrucosum) ist ein 3–7 cm großer Pilz aus der Familie Kartoffelbovistverwandte (Sclerodermataceae). Manchmal wird er auch als Dünnschaliger Hartbovist oder Dünnschaliger Kartoffelbovist bezeichnet. Diese Namen sind nicht eindeutig, sondern werden auch für den ähnlichen Leopardenfell-Hartbovist (Scleroderma areolatum) verwendet.

## Merkmale

### Makroskopische Merkmale
Der Fruchtkörper besitzt häufig die Form einer abgeflachten Knolle, wobei die Basis stielartig verlängert ist. Er hat eine lederartige Außenhaut (Peridie), die zunächst glatt und später mit zahlreichen kleinen braunen Schuppen auf hellem Untergrund bedeckt ist. Die Farbe variiert zwischen Gelb und Braun. Die Fruchtmasse ist bei jungen Pilzen weiß und fest; sie besitzt einen unangenehmen Geruch und scharfen Geschmack. Später wird das Fruchtfleisch weicher und verfärbt sich in einen olivbraunen Ton. Bei Reife besteht das Innere aus schwarzem Sporenpulver. Der Fruchtkörper reißt an der Oberseite auf, so dass die reifen Sporen in Form von Staubwolken entweichen. 

### Mikroskopische Merkmale
Die Sporen besitzen einen Durchmesser von 8 bis 11,6 Mikrometer (ohne Stacheln). Die Stacheln sind zwischen 1,0 und 1,4 Mikrometer lang.

## Artabgrenzung
Besonders ähnlich ist der Leopardenfell-Hartbovist (Scleroderma areolatum). Von ihm unterscheidet sich der Braunwarzige durch noch feinwarzigere Sporen und einen ausgeprägt grubigen Stiel. Des Weiteren ist der Leopardenfell-Hartbovist etwas kleiner und besitzt eine leopardenfellartige Außenschicht.
Ähnlichkeit besitzt auch der Dickschalige Kartoffelbovist, der aber noch größer werden kann und eine dicke Außenschale besitzt.

## Ökologie und Phänologie
Der häufige Braunwarzige Hartbovist wächst zwischen Juni und Oktober einzeln oder in kleinen Gruppen im Laub- und Mischwald auf kalkhaltigem Boden aber auch auf nährstoffreichem Untergrund in Parks und Wäldern.

## Speisewert
Der Braunwarzige Hartbovist ist giftig. Der Verzehr kann zu Verdauungsbeschwerden wie Erbrechen und Bauchschmerzen führen. Zudem können Schweißausbrüche sowie niedriger Blutdruck mit Schwindel und Kollaps, möglicherweise bis zur Bewusstlosigkeit, auftreten. Die Giftwirkung kann schon 30 bis 45 Minuten nach der Pilzmahlzeit einsetzen. Auch Sehstörungen und  Missempfindungen sind nach dem Konsum jedenfalls in einzelnen Fällen vorgekommen.
Welche Stoffe für die Giftwirkung verantwortlich sind, ist nicht bekannt.